# Anna Maria de Bourbon-Condé
Anna Maria de Bourbon-Condé (Anne Marie Victoire; ur. 11 sierpnia 1675, zm. 23 października 1700.) – księżniczka Condé i Enghien. Nigdy nie wyszła za mąż i zmarła z powodu choroby płuc.

## Życiorys
Anna Maria Wiktoria była siódmym dzieckiem księcia i księżnej Enghien. Jej ojciec był jedynym synem słynnego dowódcy Wielkiego Kondeusza, podczas gdy matka była córką politycznie aktywnej księżnej palatynowej. Anna Maria urodziła się w paryskim Hôtel de Condé (miejskiej rezydencji jej ojca, w odróżnieniu od położonego na prowincji pałacu de Saint-Germain-en-Laye). W dwa miesiące po jej śmierci zmarła dwójka jej rodzeństwa: Anna (1670–1675), znana jako mademoiselle d’Enghien i Henryk, hrabia Clermont (1672–1675).
Anna Maria była (podobnie zresztą jak i jej siostry) tak niska, że nie tańczyła w czasie dworskich balów na dworze. Była również bardziej atrakcyjna od swoich młodszych sióstr mademoiselle de Charolais (1676–1753) i mademoiselle de Montmorency (1678–1718).

Najstarsza Kondeuszówna była ładna, pełna dowcipu i rozumu. Skrajny przymus – żeby nie powiedzieć więcej – w jakim zły humor księcia Kondeusza jej ojca trzymał wszystko, co mu podlegało, był dla mniej niezmierne bolesny. Umiała go znosić ze stałością, rozsądkiem i dumą, tak że podziwiano ją  całym jej postępowaniu. Zapłaciła jednak za to drogo, gdyż wysiłek podkopał jej zdrowie, które odtąd zawsze szwanowało.

Początkowo była znana jako mademoiselle d'Enghien, ale gdy w 1688 roku jej najstarsza siostra mademoiselle de Bourbon poślubiła swojego kuzyna Franciszka Ludwika Burbona, księcia Conti, Anna Maria była znana jako mademoiselle de Condé – tytuł ten pochodził od tytułu jej ojca, który został księciem Condé po śmierci swojego ojca w 1684 roku.
Jej szwagrami byli wywodzący się z Burbonów książę Conti; książę du Maine (nieślubny syn Ludwika XIV i pani de Montespan) i słynny generał książę Vendôme.
Anna Maria była brana pod uwagę jako potencjalna żona księcia du Maine, który ostatecznie wybrał jej siostrę Ludwikę Benedyktę mademoiselle de Charolais, która była najwyższa z wszystkich córek Kondeusza, a poza tym jej słabe zdrowie i wątłość nie rokowały dobrze dla potomstwa. Kolejnym kandydatem był niemiecki arystokrata Jerzy Wilhelm Hohenzollern, margrabia Brandenburgii-Ansbach. syna Jana Fryderyka Hohenzollerna, margrabiego Brandenburgii-Ansbach i brata przyszłej angielskiej królowej Karoliny.
mademoiselle de Condé nigdy nie wyszła za mąż – zmarła w château d'Asnières położonym na obrzeżach Paryża trawiona długotrwałą i wyczerpującą choroba płuc. Została pochowana w konwencie karmelitanek pod wezwaniem św Jakuba w Paryżu. Zamek, w którym zmarła należał później do jednej z licznych kochanek Regenta, a jego kolejnym właścicielem markiz d’Argenson, który polecił jego rozbudowę.